# Hai Hai
Hai Hai ist das zweite Studioalbum des britischen Pop-/Rockmusikers Roger Hodgson, dem einstigen Gründungsmitglied der britischen Band Supertramp. Drei Jahre nach dem Album „In the Eye of the Storm“ erschien es 1987 und verkaufte sich recht gut in der Schweiz und in Norwegen – sonst schleppend.

## Beschreibung
Im Gegensatz zu seinem 1984er-Vorgängeralbum, für das Roger Hodgson die meisten Instrumente alleine aufgenommen bzw. gespielt hatte, lud er für die Aufnahmen zu „Hai Hai“ über 20 Studiomusiker ein, darunter die Toto-Musiker David Paich, Jeff Porcaro und Steve Porcaro.
Wie schon auf dem Vorgängeralbum spielen auf „Hai Hai“ die für Supertramp typischen Blasinstrumente (z. B. Saxophon) nur eine Nebenrolle. Komplett betrachtet enthält die Platte eine Fusion von Supertramps progressivem Pop-Rock-Stil der 1970er- und frühen 1980er-Jahre und der Synthesizer-Technologie der späten 1980er-Jahre. Alle Lieder wurden von Hodgson komponiert, getextet und als Hauptstimme gesungen.
Von Kritikern werden als beste Songs des Albums oft „London“, eine Ode an die oft verregnete britische Hauptstadt vom im fernen Kalifornien wohnenden Hodgson, „Desert Love“ und „Puppet Dance“ genannt. Ein recht rockiges Lied ist „My Magazine“. Von 1974, als Roger mit Supertramp das Album „Crime of the Century“ aufnahmen, stammt „Land Ho“.
In der Woche der Albumveröffentlichung wurde Hodgsons Karriere durch einen Unfall abrupt unterbrochen: Er fiel in seinem kalifornischen Anwesen von einem Dachboden und brach sich beide Handgelenke. Daher konnte er nicht auf Tournee gehen. Obwohl ihm Ärzte prognostiziert hatten, er würde nie wieder richtig Gitarre spielen können, schaffte es Hodgson „mit Zuversicht und nach einer langen Periode von Selbstheilung und Physiotherapie“, die Beweglichkeit seiner Handgelenke wiederherzustellen.
Rund zehn Jahre nach „Hai Hai“ wurde das Live-Album Rites of Passage veröffentlicht.

## Liedliste
Das Album „Hai Hai“ (Original: LP „A&M 395112-1“) enthält 10 Lieder. Auf der Schallplatte befinden sich die Songs 1 bis 5 auf der A-Seite und 6 bis 10 auf der B-Seite. Zudem erschien das Album als MC („A&M 395112-4“) und CD („A&M 395112-2“). Die folgend angegebenen Längen beziehen sich auf eine weitere CD-Version („A&M CD5112/DX 1685“) der Platte, die 49:01 Minuten lang ist.
1. Right Place – 4:06
2. My Magazine – 4:42
3. London – 4:13
4. You Make Me Love You – 5:09
5. Hai Hai – 5:31
6. Who's Afraid? – 5:01
7. Desert Love – 5:29
8. Land Ho – 4:09
9. House on the Corner – 5:24
10. Puppet Dance – 5:17

## Charts
Die LP „Hai Hai“ verkaufte sich recht gut in der Schweiz und in Norwegen, wo sie jeweils in die Top 20 der Album-Charts stieg. In den USA kam sie lediglich auf Platz 163 der Billboard 200.

## Besetzung
Die im Album „Hai Hai“ agierenden Musiker sind – mit Liednummern in „()“:
- Roger Hodgson – Synthesizer-Bass/-Klavier (1, 4), Synclavier-Schlagzeug (5), Keyboards (3–5, 7–9), Klavier (6), Synthesizer (1, 6, 10), Gitarren (1–2, 4–5, 8, 10), 12-saitige Gitarren (7), Bassgitarre (7), Gesang, Hintergrundgesang (1, 3–5, 8–10)

Gastmusiker (in alphabetischer Reihenfolge):
- Bruce Albertine – Synclavier-Schlagzeug (5)
- Ken Allardyce – Mundharmonika (1, 5), Rhythm Guitar (3), Hintergrundgesang (3, 8)
- Robbie Buchanan – Synthesizer (1, 6), Synthesizer-Programming (4, 6, 10), Synthesizer-Bass (5), Rhodes (6), Keyboards (3–5, 9)
- Lenny Castro – Perkussion (1–6, 8–10)
- Clair Diament – Hintergrundgesang (3)
- Nathan East – Bassgitarre (3, 6, 9)
- Albhy Galuten – Synclavier-Schlagzeug (5)
- Mikail Graham – DX7-Seetar-Solo (3)
- Omar Hakim – Schlagzeug (1)
- Willie Hines – Hintergrundgesang (2)
- Dan Huff – Guitars (1, 3, 5–10)
- Brad Lang – Hintergrundgesang (2)
- Rhett Lawrence – Fairlight-Programming (5, 8), Fairlight-Schlagzeug (10), Synths (10)
- Anni McCann – Hintergrundgesang (1, 3–5, 8–10)
- David Paich – Synthesizer-Bass (2), Hammond-Orgel (2), Synthesizer-Blasinstrumente (2)
- Eric Persing – Synthesizer-Programming (4–6)
- Joseph Pomfret – Schlagzeug (1, 4, 6–8)
- Jeff Porcaro – Schlagzeug (2–4, 6, 9)
- Steve Porcaro – Synthesizer-Programming (2)
- Marc Russo – Saxophone (8)
- Leland Sklar – Bassgitarre (8)
- Carlos Vega – Schlagzeug (7–8)
- Larry Williams – Saxophone (3, 9), Synthesizer-Programming (7)

## Aufnahme und Produktion
Das Album „Hai Hai“ wurde in Kalifornien in den USA in diesen Tonstudios aufgenommen und gemischt: Die Tonaufnahmen und Abmischung wurden in Rogers Unicorn Studio (Nevada City) und im Bill Schnee Studio (North Hollywood) durchgeführt; weitere Aufnahmen fanden in den Ocean Way Studios (Hollywood), im Robbie Buchanan's Studio (Los Angeles) und bei Hog Manor & Mama Joe's (auch Los Angeles) statt. Das Mastering wurde bei Mastering Lab (Hollywood) durchgeführt.
- Produzenten: Roger Hodgson, Jack Joseph Puig
- Toningenieur: Jack Joseph Puig (Unicorn Studio)
- Toningenieur-Assistent: Ken Allardyce (Unicorn Studio)
- Abmischungs-Toningenieur: Jack Joseph Puig, Bill Schnee (Bill Schnee Studio)
- Assistenz-Ingenieure: Steve Ford, Dan Garcia, Wade Jaynes, Julie Last, Bart Stevens
- Mastering-Ingenieur: Doug Sax (Mastering Lab)
- Cover-Konzept: Roger Hodgson
- Künstlerische Leitung: Richard Frankel, Jeff Gold
- Gestaltung: Tommy Steele
- Photographien: Empire Studios

## Neuveröffentlichung 2006
Am 14. November 2006 erschien (in Kanada) vom Label „Universal Music Group“ eine digital überarbeitete Neuauflage des Albums „Hai Hai“.